# Насьонал (футбольный клуб, Манаус)
«Насьона́л» (порт. Nacional Futebol Clube) — бразильский футбольный клуб из города Манаус.

## История
Клуб основан в 1913 году, домашние матчи проводит на стадионе «Вивалдан». «Насьонал», 42 раза выиграв чемпионат штата Амазонас, является самым титулованным клубом штата.
«Насьонал» участвовал в двух розыгрышах Кубка (Чаши) Бразилии, которые приравнены к чемпионатам страны — в 1964 и 1965 годах. В Серии A чемпионата Бразилии выступал в 14 сезонах: с 1972 по 1982 гг, с 1984 по 1986 гг.
В последний раз на общебразильском уровне клуб выступал в 2020 году в Серии D (не сумел преодолеть предварительную стадию).

## Достижения
- Чемпион Лиги Амазоненсе (43): 1916, 1917, 1918, 1919, 1920, 1922, 1923, 1933, 1936, 1937, 1939, 1941, 1942, 1945, 1946, 1950, 1957, 1963, 1964, 1968, 1969, 1972, 1974, 1976, 1977, 1978, 1979, 1980, 1981, 1983, 1984, 1985, 1986, 1991, 1995, 1996, 2000, 2002, 2003, 2007, 2012, 2014, 2015